# تقریبا مرده (فیلم ۱۹۹۵)
تقریباً مرده (به انگلیسی: As Good as Dead) یک تله‌فیلم آمریکایی محصول سال ۱۹۹۵ به کارگردانی لری کوئن است. تریلر روانشناختی که در ابتدا از شبکه یواس‌ای نتورک پخش شد. با بازی کریستال برنار و تریسی لوردز همراه است. این فیلم در سال ۱۹۹۸ به صورت سیستم ویدئوی خانگی منتشرشده است.